# Llinda del monestir de Sant Genís de Fontanes

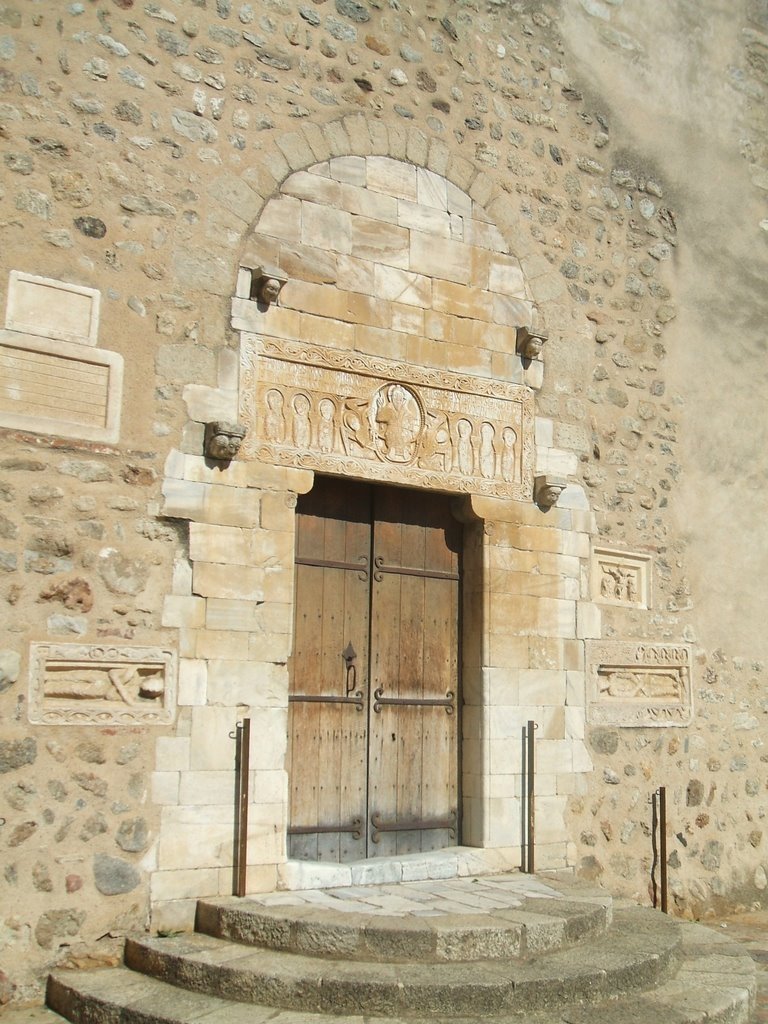
La portalada on es troba la llinda

La llinda del monestir de Sant Genís de Fontanes és una escultura romànica en baix relleu situada al portal de l'església de Sant Genís de Fontanes, a la comarca del Rosselló. Del 1119-1120, és l'escultura romànica més antiga amb la data inscrita a la pedra.
La llinda és una pedra rectangular de marbre blanc de Ceret. Malgrat que la talla és feta amb bisell, bàsicament en dos plans, s'hi inicia la tècnica dita dels plecs repassats: cada plec dels vestits està lleugerament en relleu sobre el següent; és el punt on comença la veritable escultura.

## Descripció
Semblant a la llinda del monestir de Sant Andreu de Sureda, la peça és rectangular, emmarcada tot al volt per una sanefa de palmetes a ambdós costats d'una tija ondulada. En la part central, al mig, hi ha Crist beneint, a l'interior d'una màndorla doble que és portada per uns àngels agenollats. A banda i banda hi ha sengles sèries de tres apòstols, emmarcats per arcades de ferradura i perlejades que parteixen d'uns capitells amb fulles estilitzades.

Per dessobre dels personatges i a banda i banda de la màndorla, hom pot llegir la inscripció llatina 
| « | +ANNO VIDESIMO QUARTO RENNATE ROTBERTO REGE WILIELMUS GRATIA ABA ISTA OPERA FIERI IUSSIT IN ONORE SANCTI GENESII CENOBII QUE VOCANT FONTANES | » |

 que traduïda, fa 
| « | L'any vint-i-quatre del regne de Robert, rei, Guillem, abat per la gràcia de Déu, ordenà de fer aquesta obra en honor de sant Genís del cenobi que hom anomena Fontanes. | » |

 Aquesta datació remet al regnat del rei Robert II de França, Robert el Pietós, fill d'Hug Capet. El seu regnat abastà del 996 al 1031, de manera que el vint-i-quatrè any d'aquest correspondria al període novembre del 1019-novembre del 1020.

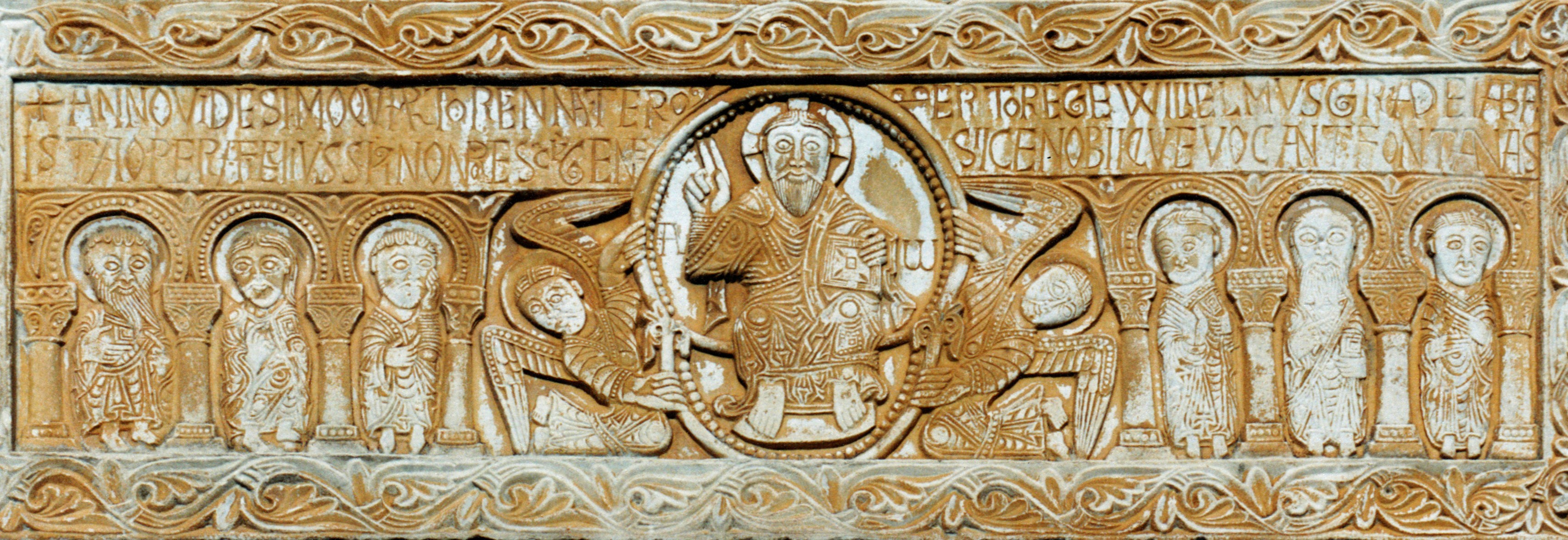
Llinda del monestir de Sant Genís de Fontanes

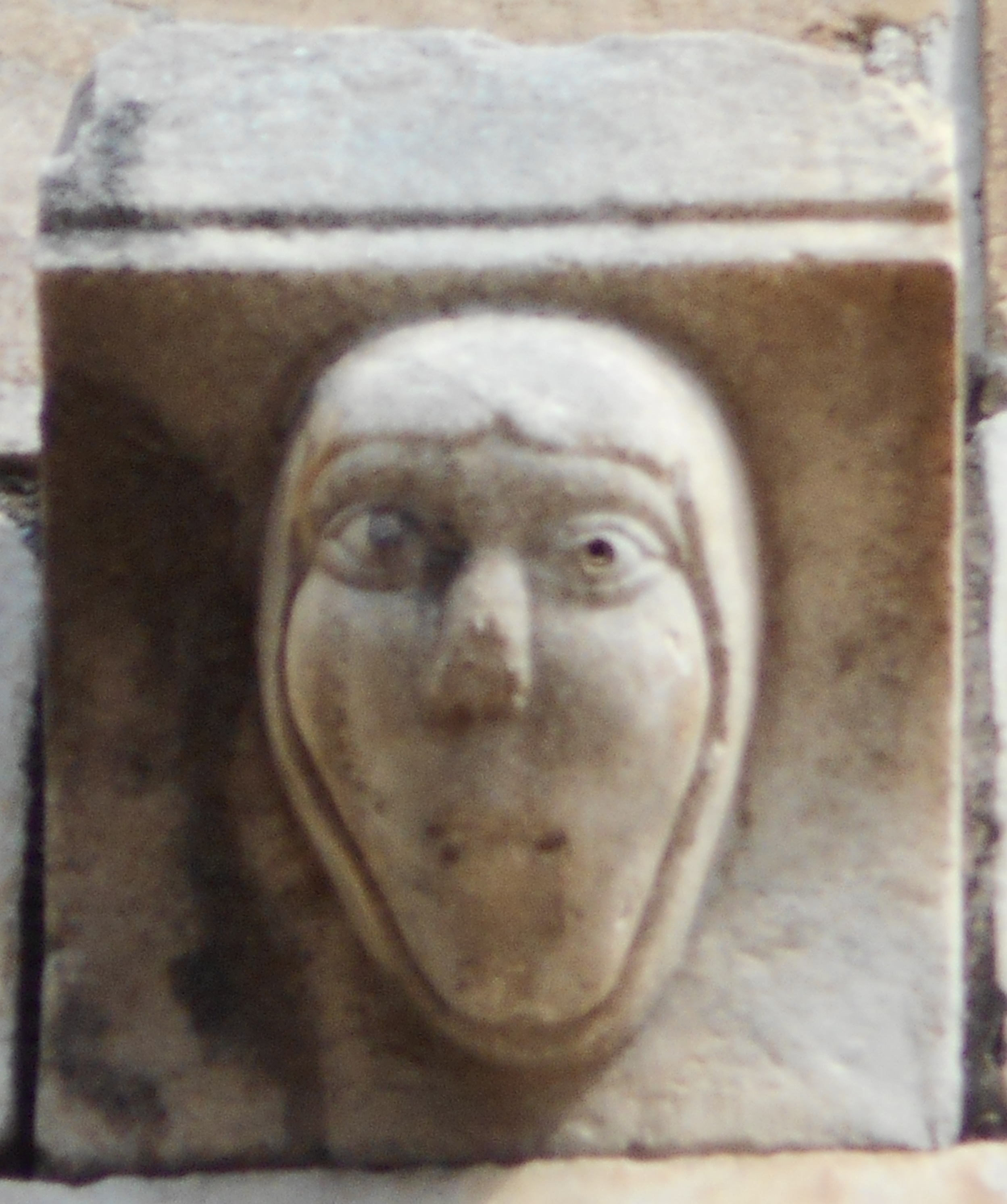
Capitell superior esquerre
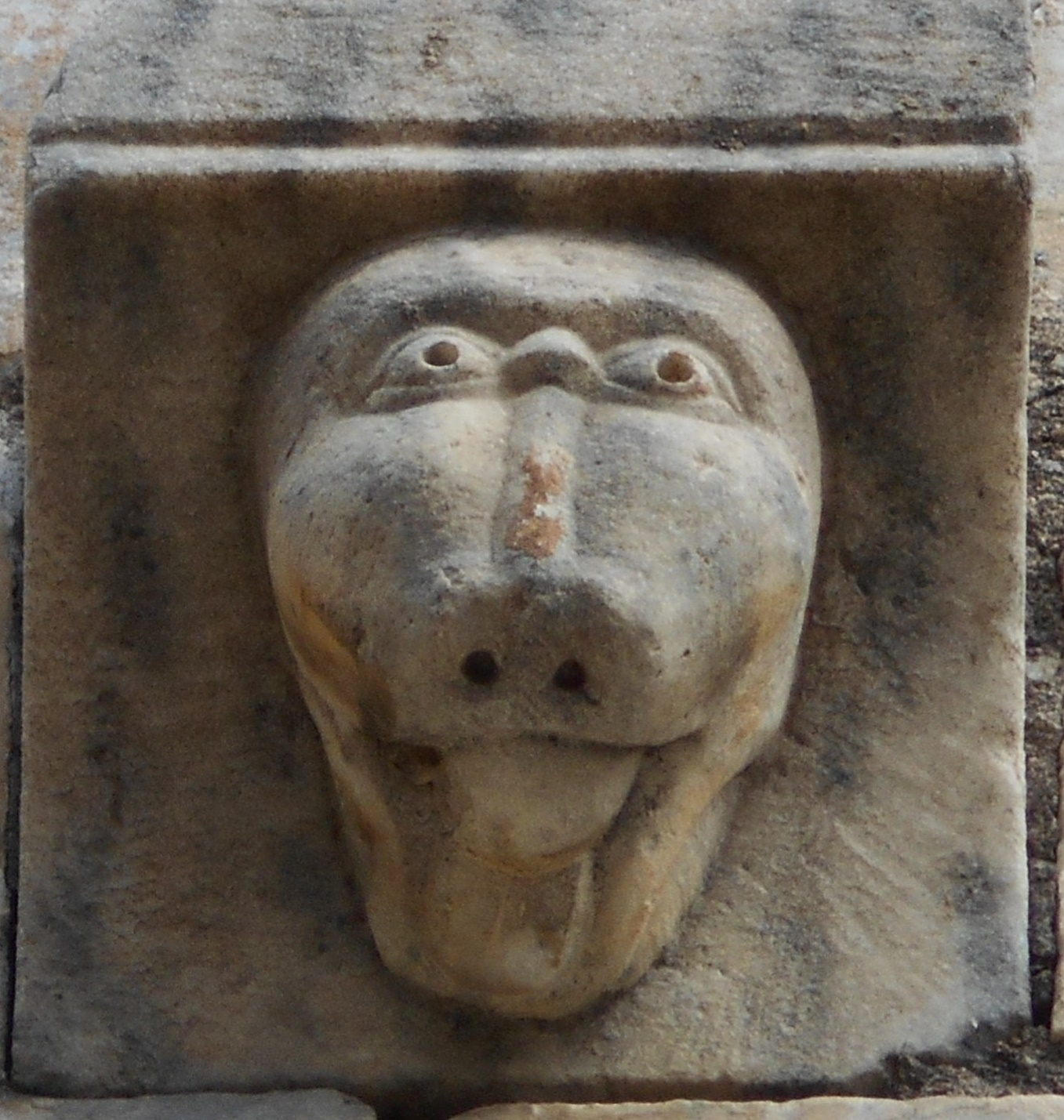
Capitell superior dreta
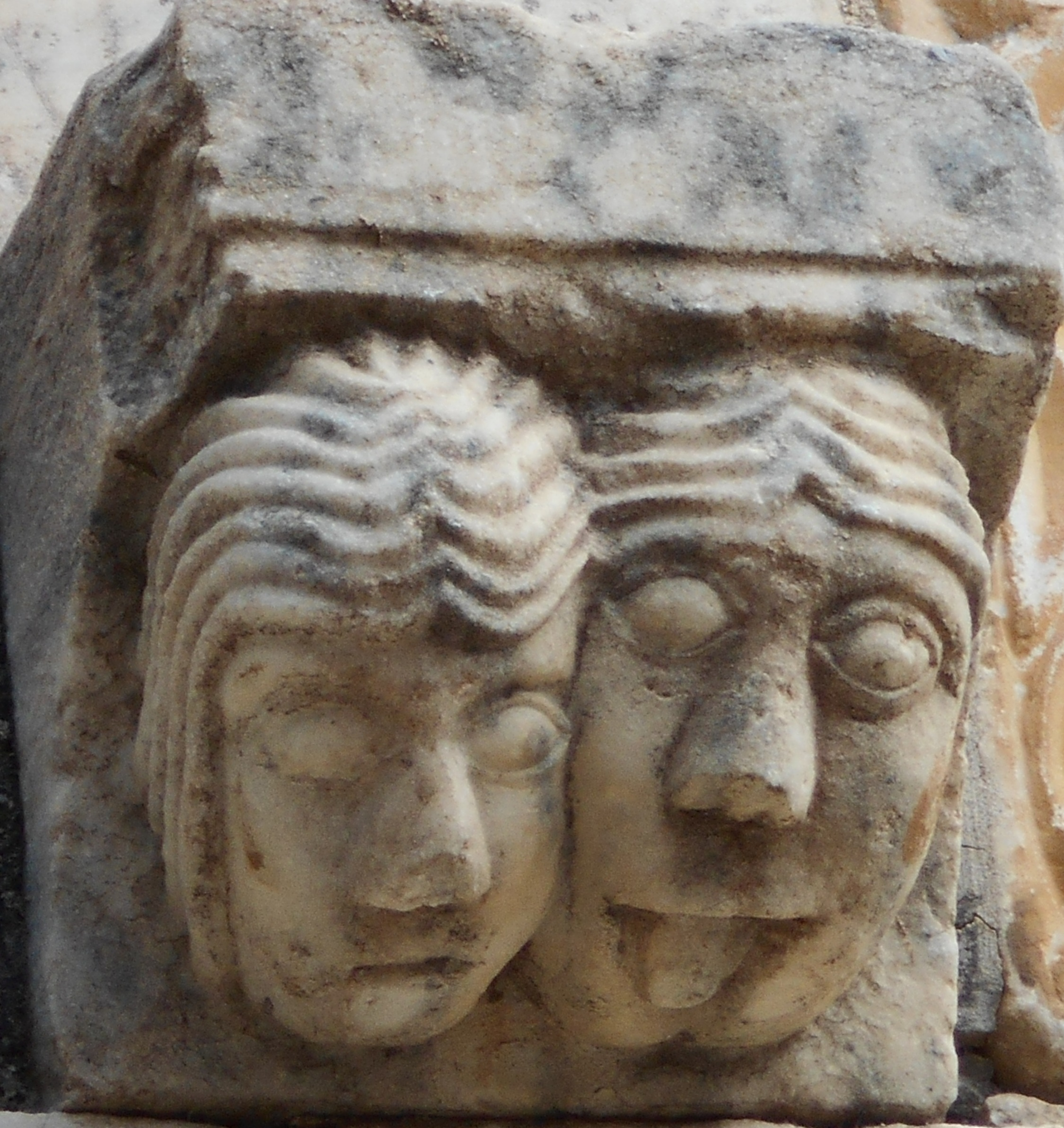
Capitell inferior esquerre
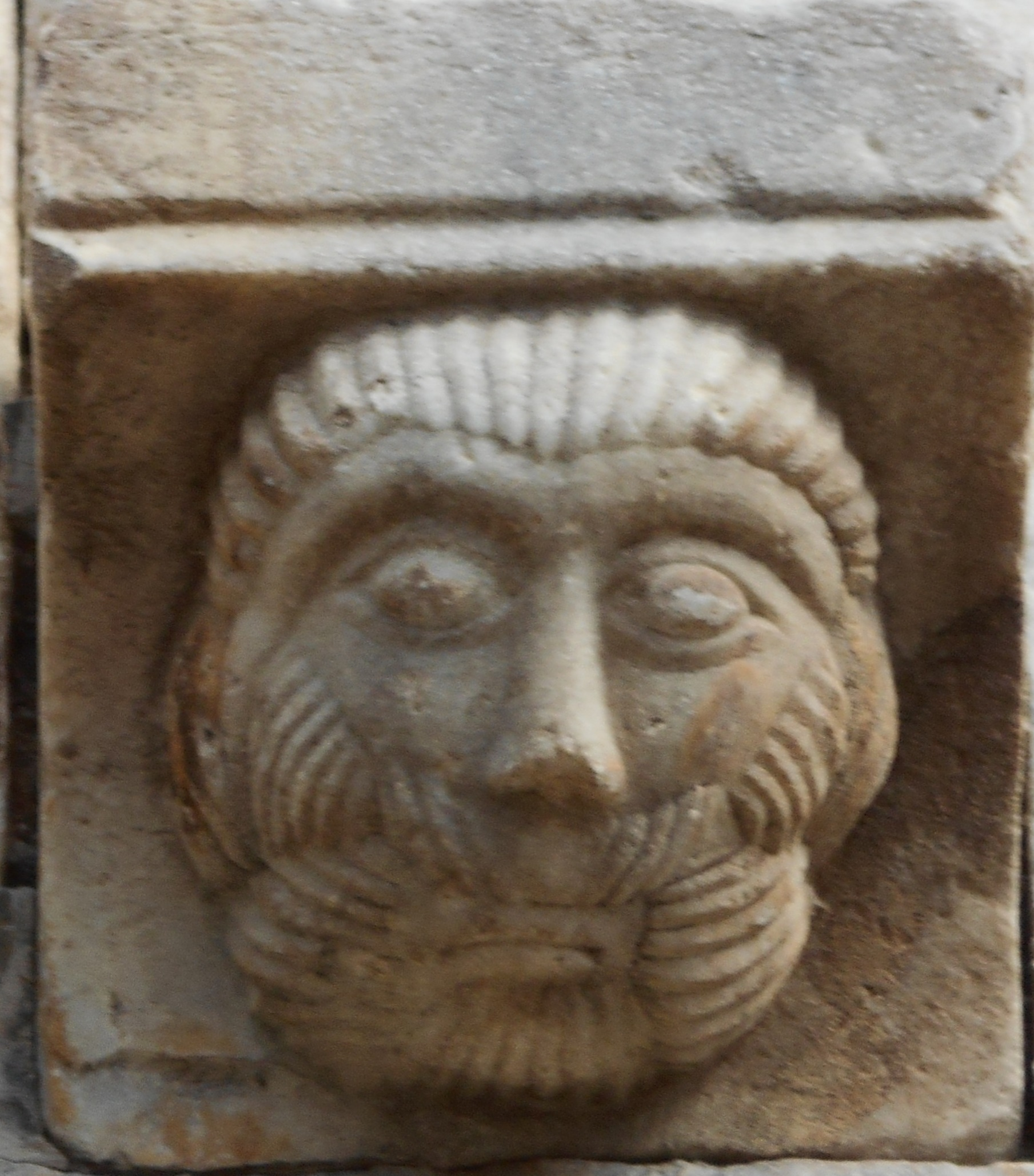
Capitell inferior dreta

## Història de l'obra i del seu interès històric

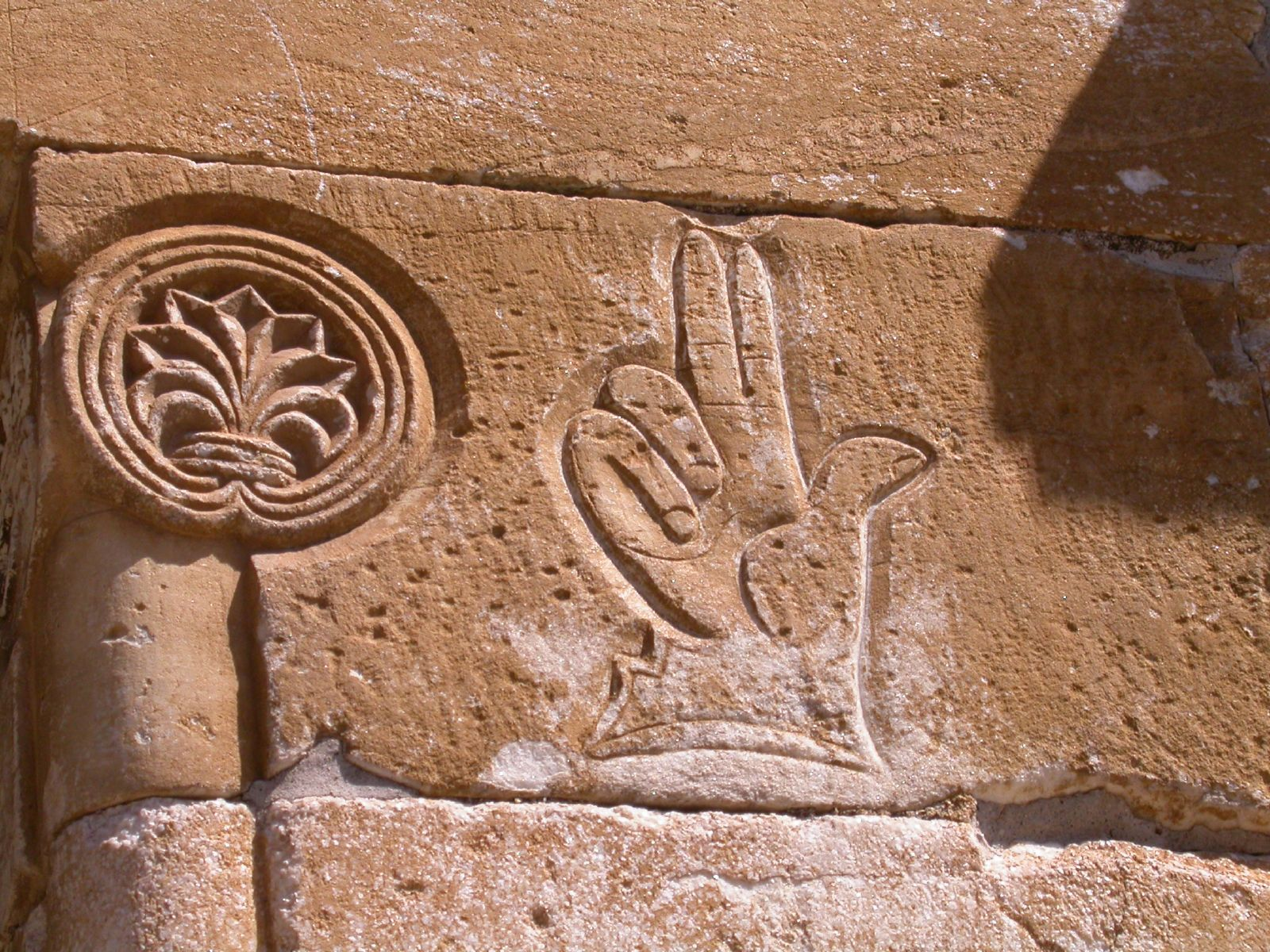
Baix relleu per dessota de la llinda, al costat dret de la porta

Aquesta pedra no estava originalment destinada a servir de llindar, sinó que formaria part del retaule de l'altar major de la mateixa església. Al segle xii la pedra va ser col·locada en la seva ubicació actual. La presència de quatre petits capitells als costats indica que originalment estava protegida dels elements per una petita teuladeta. Aquesta hauria estat enretirada en algun moment dels segles XV-XVI, i hom hauria revestit tota la façana d'una mena de vernís, cosa que li hauria conferit l'actual color groguenc de la paret.
L'interès capital d'aquesta peça és que la seva datació inequívoca permet, al seu torn, datar obres amb característiques similars i fer una cronologia precisa de l'escultura romànica.
D'altra banda, l'obra dona altres informacions sobre la mateixa església. Els arcs ultrapassats representats sobre la llinda han permès d'establir que l'abadia tenia un claustre probablement carolingi, anterior a l'actual (del segle xiii), que té els arcs al mig de la cintra.
A quatre quilòmetres a l'est hi ha l'antiga abadia de Sant Andreu de Sureda, amb una llinda molt similar, però sense inscripció. Es creu que podria ser del mateix escultor, o una còpia -o l'original- de la de sant Genís.